# Wake Up (BTS)
Wake Up è il secondo album in studio del gruppo musicale sudcoreano BTS, pubblicato il 24 dicembre 2014.

## Descrizione
Il primo singolo estratto dall'album, la versione giapponese di No More Dream, fu pubblicato il 4 giugno 2014. Raggiunse il picco nella classifica settimanale Oricon alla posizione numero 8, vendendo più di 34.000 copie. Il singolo fu pubblicato in tre versioni: limitata A e limitata B, le quali includono come lato B una versione giapponese di Attack on Bangtan e si accompagnano ad un DVD, ed una versione standard senza DVD e come lato B la versione giapponese di Like.
Il secondo singolo, una versione giapponese di Boy In Luv, fu pubblicato il 16 luglio 2014. Raggiunse il picco nella classifica settimanale Oricon alla posizione numero 4, vendendo più di 44.000 copie. Fu pubblicato in tre versioni: limitata A e limitata B, le quali includono come lato B una versione giapponese di N.O e si accompagnano ad un DVD, ed una versione standard senza DVD e come lato B la versione giapponese di Just One Day.
Il terzo ed ultimo singolo, una versione giapponese di Danger, fu pubblicato il 19 novembre 2014. Raggiunse il picco nella classifica settimanale Oricon alla posizione numero 5, vendendo 49.124 copie nella prima settimana. Fu pubblicato in tre versioni: limitata A e limitata B, le quali includono come lato B una versione giapponese remixata da SONPUB di Attack On Bangtan e si accompagnano ad un DVD, ed una versione standard senza DVD e come lato B la versione giapponese di Miss Right.
L'album contiene le versioni giapponesi di precedenti brani dei BTS e due inediti in lingua giapponese: The Stars e Wake Up. È stato venduto in edizione standard (solo CD) e due edizioni limitate con DVD: quello insieme alla A contiene il documentario girato durante un incontro con i fan al Tokyo Dome City Hall, mentre quello insieme alla B contiene i video musicali dei tre singoli e la versione dance di Danger (Japanese Ver.). Furono almeno 28.000 le copie vendute.

## Tracce
Tipo A, tipo B e CD standard
1. Intro – 1:15 (Shingo Suzuki)
2. The Stars – 4:16 (KM-MARKIT, Rap Monster, Suga, J-Hope, Pdogg)
3. Jump (versione giapponese) – 3:56 (Suga, Pdogg, Supreme Boi, Rap Monster, J-Hope)
4. Danger (versione giapponese) – 4:05 (Pdogg, Thanh Bui, "Hitman" Bang, Rap Monster, Suga, J-Hope)
5. Boy In Luv (versione giapponese) – 3:50 (Pdogg, "Hitman" Bang, Rap Monster, Suga, Supreme Boi)
6. Just One Day (versione giapponese estesa) – 5:34 (Pdogg, Rap Monster, Suga, J-Hope)
7. Iine! (いいね! (Ī ne!?)) – 3:51 (Slow Rabbit, Rap Monster, Suga, J-Hope)
8. Iine! Pt.2 ~Ano bashode~ (いいね！Pt.2～あの場所で～ (Ī ne! Pt.2～Ano basho de～?)) – 3:55 (Slow Rabbit, Pdogg, Rap Monster, Suga, J-Hope)
9. No More Dream (versione giapponese) – 3:42 (Pdogg, "Hitman" Bang, Rap Monster, Suga, J-Hope, Supreme Boi, Jeon Jung-kook)
10. Attack on Bangtan (進撃の防弾 (Shingeki no bōdan?)) – 4:07 (Pdogg, Rap Monster, Suga, J-Hope, Supreme Boi)
11. N.O (versione giapponese) – 3:30 (Pdogg, "Hitman" Bang, Rap Monster, Suga, Supreme Boi)
12. Wake Up – 5:52 (Swing-O, Rap Monster, Suga, J-Hope)
13. Outro – 1:36 (Shingo Suzuki, Rap Monster)

Durata totale: 49:29
Edizione limitata A (DVD)
1. Japan Official Fan Meeting Vol.1 at Tokyo Dome City Hall (2014年5月に行われた日本ファンミーティング時の映像数曲収録予定 (2014-nen 5-tsuki ni okonawa reta Nihon fanmītingu-ji no eizō sū-kyoku shūroku yotei?))

Edizione limitata B (DVD)
1. No More Dream MV – 4:50
2. Boy In Luv MV – 4:42
3. Danger MV – 4:46
4. Danger (Dance Edit) (Bonus Clip) – 4:13

Durata totale: 18:31

## Formazione
Crediti tratti dalle note di copertina dell'album.
Gruppo
- Jin – voce
- Suga – rap, scrittura (tracce 2-12), produzione (traccia 3), sintetizzatore (traccia 3)
- J-Hope – rap, scrittura (tracce 2-4, 6-10, 12)
- Rap Monster – rap, scrittura (tracce 2-13), ritornelli (tracce 7-8)
- Park Ji-min – voce
- V – voce, ritornello (traccia 12)
- Jeon Jung-kook – voce, ritornelli (tracce 2-12), scrittura (traccia 9)

Produzione
- "Hitman" Bang – scrittura (tracce 4, 9, 11)
- Thanh Bui – scrittura (traccia 4)
- Grecco Buratto – chitarra (traccia 4)
- Alex DeYoung – mastering
- DJ Daishizen – scratch (tracce 1, 12)
- D.O.I – missaggio (traccia 2)
- Jung Jae-pil – chitarra (traccia 5)
- Sam Klempner – chitarra (traccia 5)
- Kim Hyeong-joon – mastering
- KM-Markit – produzione (traccia 2), scrittura (traccia 2), testi in giapponese (tracce 2-12), direzione voci e rap (tracce 2-12), tutti gli strumenti (traccia 2)
- Ko Hyun-jeong – missaggio (traccia 3)
- Ko Seung-uk – missaggio (traccia 10)
- Kyung – voce femminile (traccia 6)
- Vlado Meller – mastering
- Pdogg – scrittura (tracce 2-6, 8-11), arrangiamento voci e rap (tracce 2-13), direzione voci e rap (tracce 2-13), ritornelli (tracce 2-5, 9-10), produzione (tracce 3-6, 8-11), tastiera (tracce 3-6, 9-11), sintetizzatore (tracce 4-6, 9-11), programmazione aggiuntiva (traccia 7), programmazione ritmo (traccia 8)
- James F. Reynolds – missaggio (tracce 4-5, 9, 11)
- Akihiro Shiba – mastering (tracce 1-2, 6-8, 12-13)
- Slow Rabbit – direzione voci e rap (tracce 6-8), produzione (tracce 7-8), scrittura (tracce 7-8), arrangiamento voci e rap (tracce 7-8), tastiera (tracce 7-8), sintetizzatore (tracce 7-8)
- Supreme Boi – direzione voci (tracce 2, 8, 12), direzione rap (tracce 2-3, 8, 12), produzione (traccia 3), scrittura (tracce 3, 9-11), programmazione aggiuntiva dubstep (traccia 3), arrangiamento rap (traccia 3), ritornelli (tracce 5, 9-11)
- Shingo Suzuki – scrittura (tracce 1, 13), produzione (tracce 1, 13), tutti gli strumenti (tracce 1, 13), registrazione (tracce 1, 13)
- Swing-O – produzione (traccia 12), scrittura (traccia 12), tutti gli strumenti (traccia 12)
- Yuta Tada – mastering
- Yang Ga – missaggio (tracce 7-8, 12)
- Yasu2000 – missaggio (traccia 1), edit esteso (traccia 6), missaggio (traccia 6)

## Classifiche
| Classifica (2014) | Posizione massima |
| ----------------- | ----------------- |
| Giappone          | 3                 |

## Tour
Per la promozione dell'album, il gruppo diede il via al primo tour giapponese, Wake Up: Open Your Eyes, facendo tappa a Tokyo, Osaka, Nagoya e Fukuoka dal 10 febbraio al 19 febbraio 2015, attirando più di 25.000 spettatori.

### Date del tour
| Data             | Città   | Stato    | Luogo                     | Presenze |
| ---------------- | ------- | -------- | ------------------------- | -------- |
| 10 febbraio 2015 | Tokyo   | Giappone | Makuhari Messe Event Hall | 25.000   |
| 11 febbraio 2015 | Tokyo   | Giappone | Makuhari Messe Event Hall | 25.000   |
| 13 febbraio 2015 | Osaka   | Giappone | Festival Hall             | 25.000   |
| 14 febbraio 2015 | Osaka   | Giappone | Festival Hall             | 25.000   |
| 17 febbraio 2015 | Nagoya  | Giappone | Zepp Nagoya               | 25.000   |
| 19 febbraio 2015 | Fukuoka | Giappone | Zepp Fukuoka              | 25.000   |